# مادس يونكر
مادس يونكر (بالدنماركية: Mads Junker)‏ (21 أبريل 1981 في الدنمارك - ) هو لاعب كرة قدم دانمركي في مركز الهجوم. شارك مع منتخب الدنمارك تحت 19 سنة لكرة القدم ومنتخب الدنمارك تحت 21 سنة لكرة القدم ومنتخب الدنمارك لكرة القدم. أما مع النوادي، فقد لعب مع رودا ياي سي وفيتيسه آرنهم وكيه في ميخيلين ونادي بروندبي ونادي دلهي ديناموس ونادي فريماد أماغر ونادي لينغبي ونادي نوردشيلاند وØlstykke FC ‏.

## وصلات خارجية
- مادس يونكر على موقع الاتحاد الأوربي (الإنجليزية)
- مادس يونكر على موقع قاعدة بيانات كرة القدم.إي يو (الإنجليزية)
- مادس يونكر على موقع ناشيونال فوتبول تيمز (الإنجليزية)
- مادس يونكر على موقع عالم كرة القدم.نت (الإنجليزية)